# Otoman (tkanina)

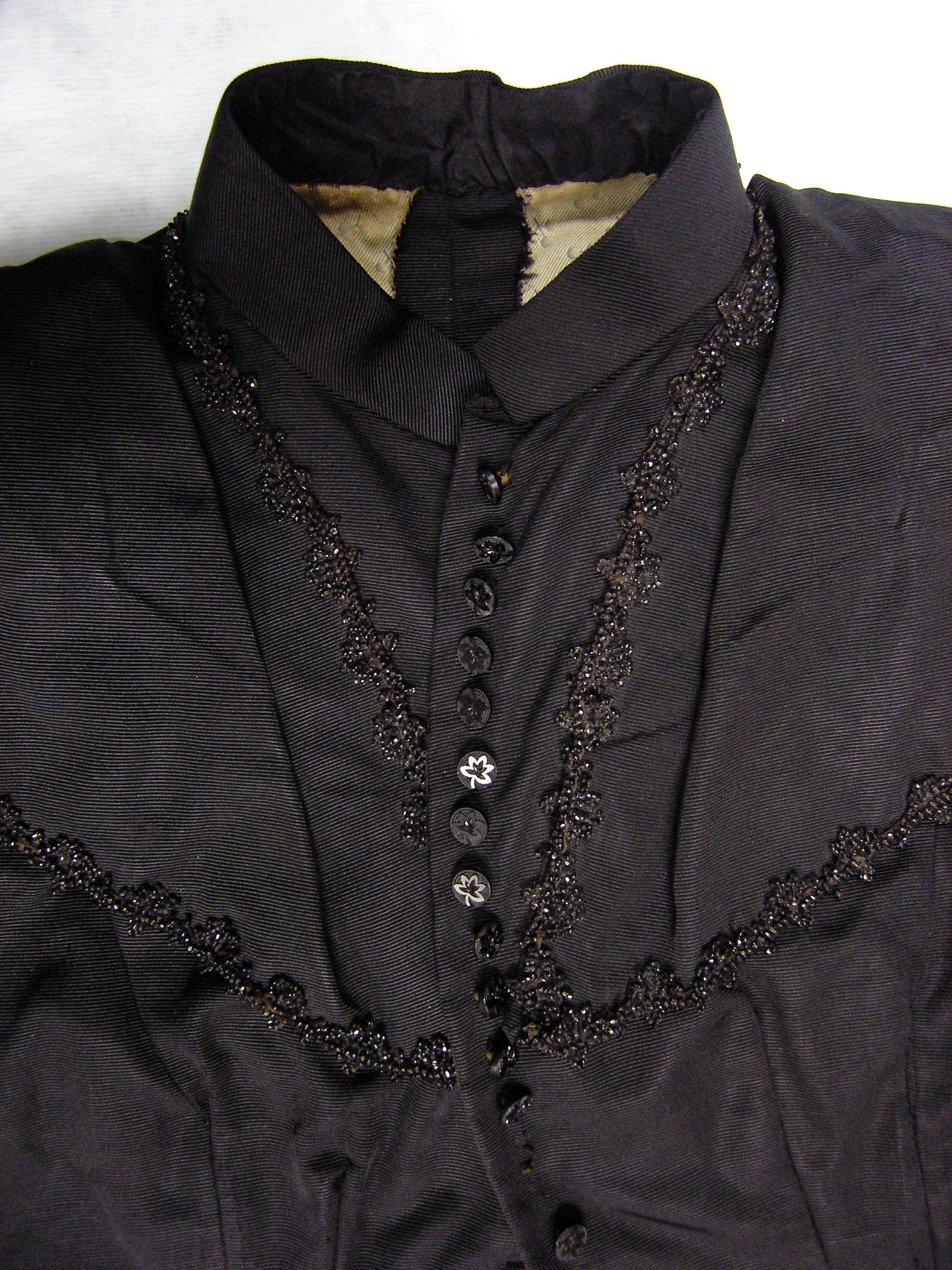
Otoman na dámských šatech asi z roku 1885 (muzeum v Aucklandu)

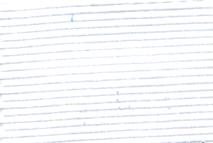
Vzorek bavlněného otomanu tkaného v roce 1933

Otoman je tkanina v plátnové nebo rypsové vazbě, která se vyrábí
- ve střední hmotnosti (200-450 g/m2) z česané nebo jemné mykané příze z vlny a směsí s vlnou. Používá se na dámské šaty a pláště
- z bavlněných nebo filamentových přízí s použitím na nábytkové potahy a k dekoračním účelům[1]

## Způsob výroby

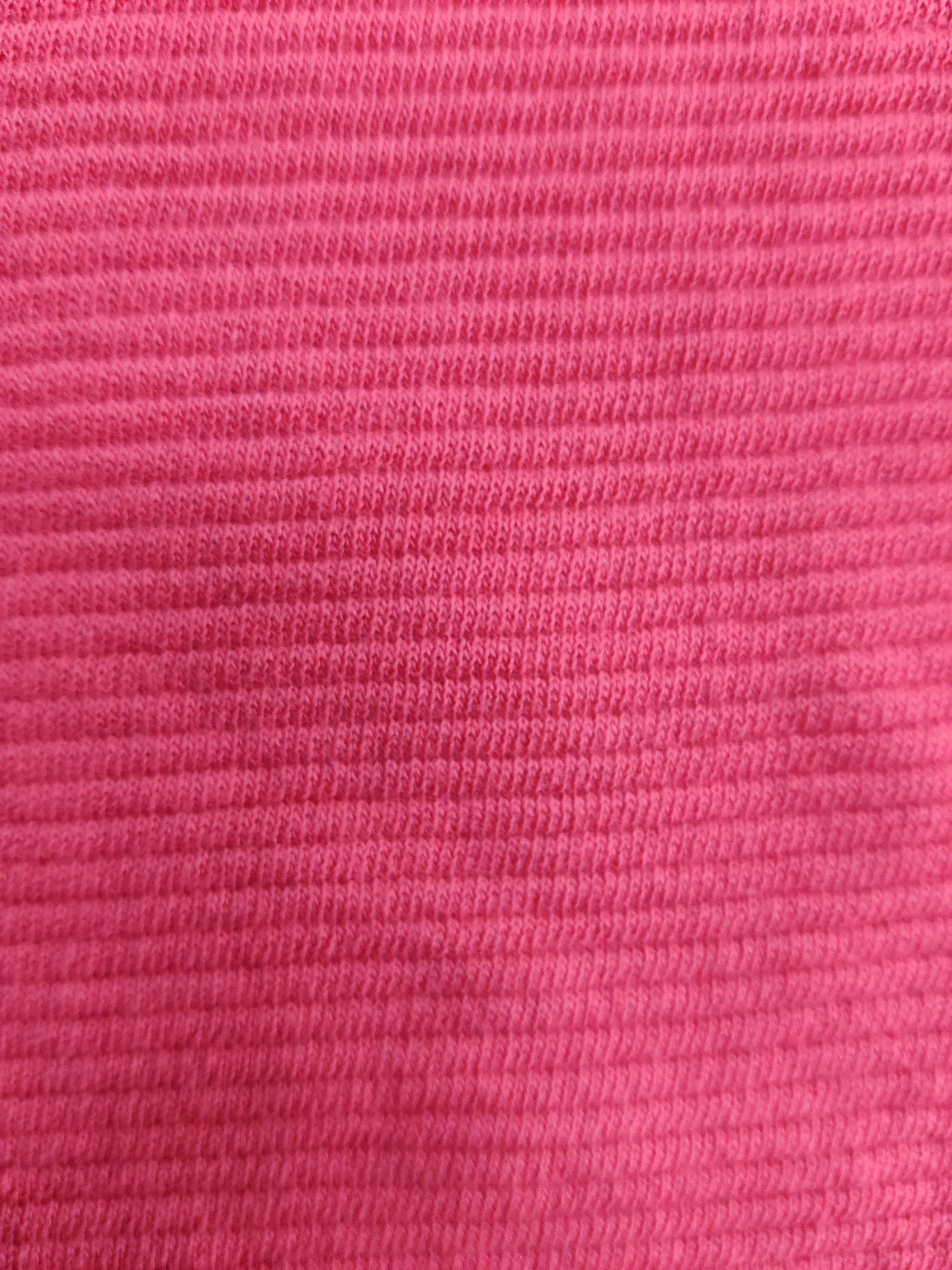
Otoman z okrouhlého pletacího stroje

Tkanina má výrazné příčné žebrování, kratší vazby se tkají bez zesílení, flotáže případně s dodatečnou vaznou osnovou, aby se zabránilo posouvání nití. V osnově se oproti útku většinou používá dvojnásobný počet nití. Plastické žebrování se dá dosáhnout také rozdílnou tloušťkou nití, otomany se tkají také v panamové vazbě (s poměrem osnovních a útkových nití 2 : 1). Některé (starší) varianty se tkaly ze dvou osnov, dvou útků a třetího, výplňkového útku, který se zanášel každým druhým prohozem.
Tkanina s počesanou rubní stranou se označuje otoman cardé, zatímco oboustranně počesanému otomanu se říká velours.

## Původ
Jméno otoman pochází z francouzštiny, kde ottoman znamenalo (přibližně) tkaní tureckým/osmánským způsobem. Tkanina otoman přišla o Evropy z Osmanské říše, kde se vyráběla již ve 14. století hlavně z přírodního hedvábí a z bavlny jako luxusní zboží. Turecko je i v 21. století hlavním dodavatelem těchto tkanin, otoman se však vyrábí také (v jiném materiálovém složení) v Číně a v jiných asijský zemích.

## Pletený otoman
Označení otoman nebo Ottoman se v (v němčině) používá také pro oboulícní vazbu zátažných pletenin, které napodobují rypsové tkaniny.
Použití pletenin: kalhoty, mikiny, vesty